# 郭崇岳
郭崇岳（?年—970年），南汉将领。本是宫媪梁鸾真养子，宋师南征破韶州时，后主刘鋹听从梁鸾真的推荐，以郭崇岳为招讨使，与大将植廷晓一同率部前往马迳防御宋军。崇岳秉性懦弱，无勇无谋，每天只向鬼神祈祷击退宋兵。植廷晓向郭崇岳进言不可坐以待毙，尔后自率部队前往水边营地，令郭崇岳殿后。宋兵兵临城下，后主欲向潘美请降时，郭崇岳又力阻不肯。稍后廷晓战死，崇岳退避栅中，潘美令民夫手持火把，乘夜间风大，纵火烧寨。南汉军遂大败，崇岳死于乱军之中。